# Club Baloncesto Bembibre
Il Club Baloncesto Bembibre è una società femminile di pallacanestro di Bembibre, in Castiglia e León. Milita nella Liga Femenina de Baloncesto, massima divisione del campionato di pallacanestro femminile spagnolo.